# ملعب دي جوفيرت
ملعب دي جوفيرت ( تنطق بالهولندية: [ˈɣɔfərtstaːdijɔn] ) هو ملعب كرة قدم في نايميخن، هولندا، يقع في جوفيرت بارك. الملعب موطن لنادي كرة القدم إن إي سي نيميخن. تم افتتاح الملعب في 8 يوليو 1939 من قبل أمير هولندا برنهارد.

## التاريخ
في 19 أكتوبر 1983، لعب إن إي سي نيميخن مباراة كأس الكؤوس الأوروبية ضد نادي برشلونة، والتي لا تزال تعتبر أهم مباراة على الإطلاق في ملعب جوفيرت.
أعيد بناؤه إلى ملعب حديث مع تغطية جميع المقاعد و تدفئة وتحديث مرافق تقديم الطعام. أقيمت المباراة الأولى على أرض الملعب في سبتمبر 1999. تم إعادة الافتتاح في 25 يناير 2000.
في 30 يناير 2016، تم تسمية الجناح الصحفي باسم ياب فان إيسن، المراسل الرياضي. في 29 سبتمبر 2017، تم تسمية الجانب على يسار المدرج الرئيسي، باسم رون دي جروت.